# Al·legoria de la gola i la luxúria
L'Al·legoria de la gola i la luxúria és un oli sobre fusta de Hieronymus Bosch, realitzat c. el 1490–1500. Actualment es troba en la Galeria d'Art de la Universitat Yale, a New Haven, Connecticut (Estats Units).
Aquest plafó és l'ala inferior interior esquerra d'un tríptic amb frontisses que fou més tard desmembrat. Les altres parts identificades són El vaixell dels bojos, que formava el plafó superior interior esquerre, i La mort d'un avar, que era al plafó dret; El caminant, el va pintar a la part posterior del plafó dret. El plafó central, si va existir, perquè podria haver estat també un díptic, es desconeix.
L'Al·legoria representa una condemna de la gola, de la mateixa manera que el plafó dret condemna l'avarícia. El fragment mostra un home obés dalt d'una bota en una espècie de llac. Està envoltat d'altres persones, que l'espenten o aboquen un líquid de la bota. A baix, un home nada duent al cap un recipient amb carn. La roba del nadador és a la riba, al fons. A la dreta, sota una tenda, una parella beu i es dedica a efusions sexuals, potser per l'embriaguesa. En l'Antiguitat i en l'època medieval, la gola i la luxúria estaven íntimament unides: "Sine cerere et allibero friget Venus" ('sense pa i vi Venus es refreda'), indicant que l'una portava a l'altra, com també recorda la recurrent imatge de l'orgia precedida per un banquet.